# 1796 az irodalomban
Az 1796. év az irodalomban.

## Megjelent új művek

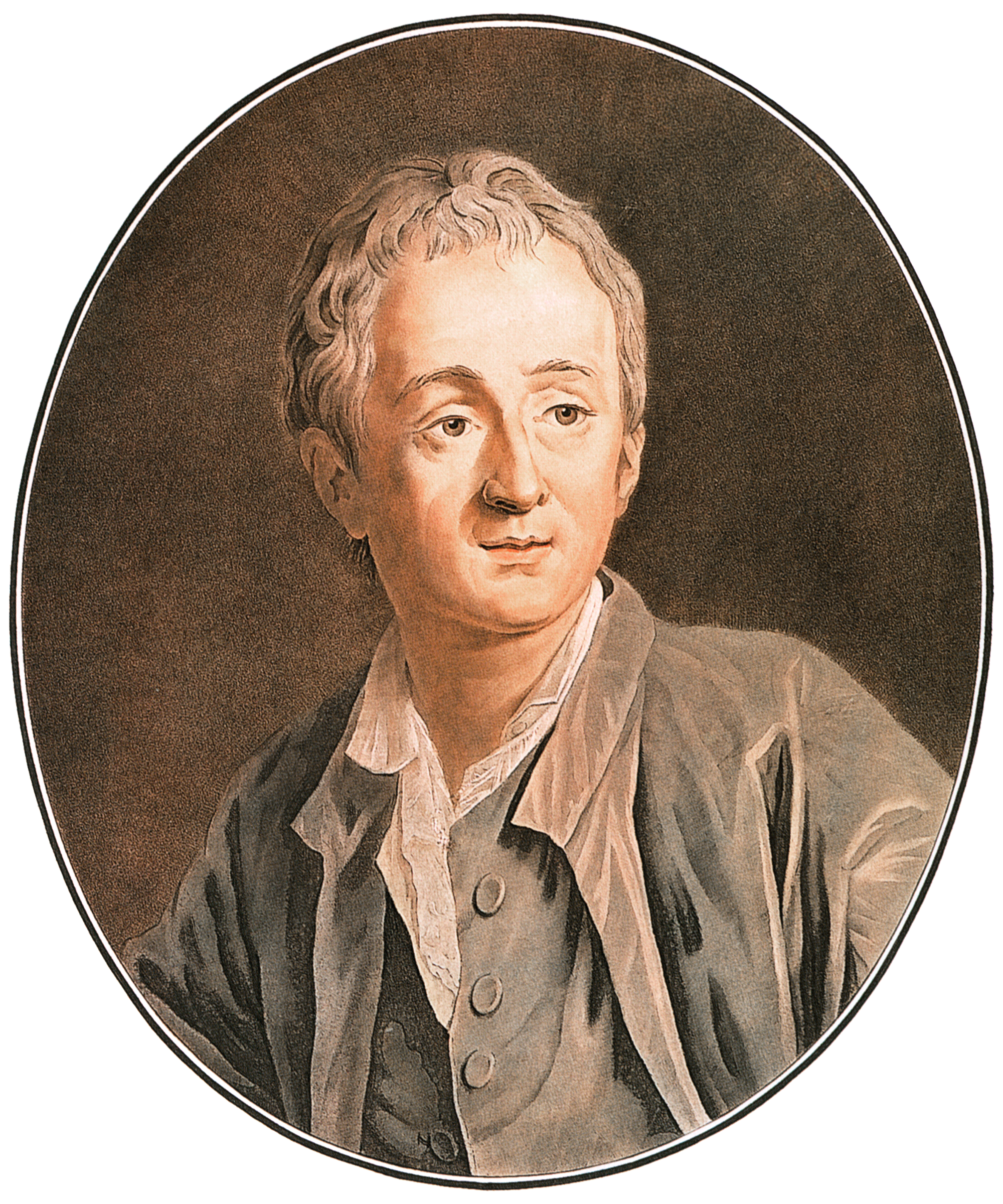
Denis Diderot

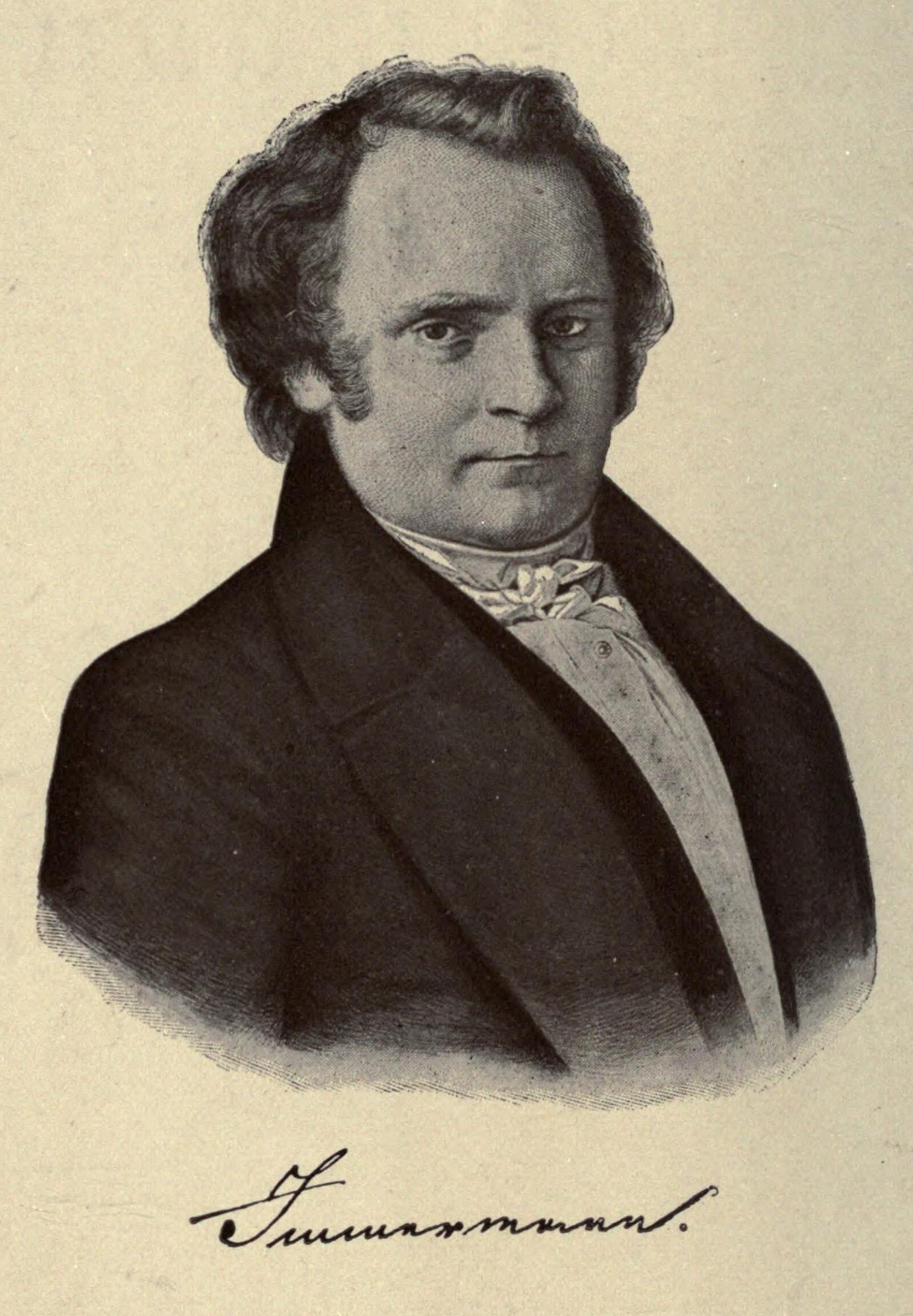
Karl Immermann

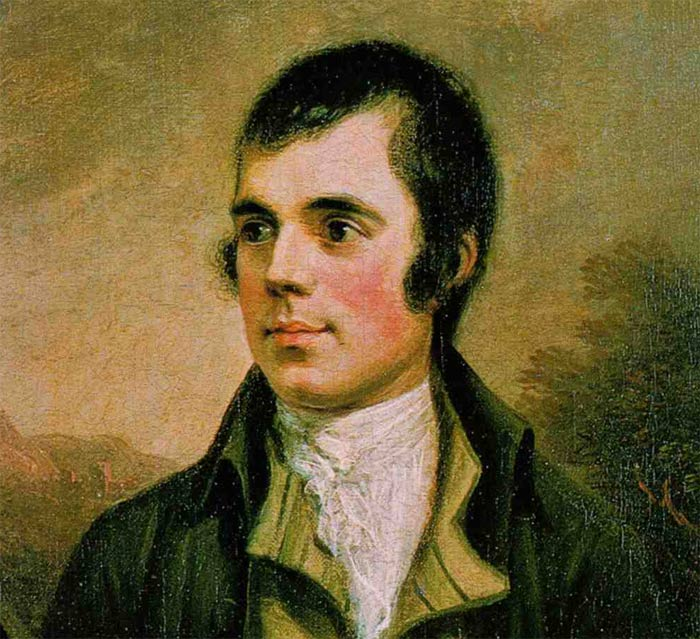
Robert Burns

- Ludwig Tieck német író levélregénye: William Lovell (3 kötet; az 1. kötet 1795-ben jelent meg).
- Matthew Gregory Lewis angol gótikus regénye: The Monk (A szerzetes).
- Először jelenik meg franciául teljes egészében Denis Diderot († 1784) Mindenmindegy Jakab (Jacques le fataliste et son maître) című műve. (Eredetileg, 1765 és 1780 között folyóiratban publikálta folytatásokban).

### Magyar irodalom
- Gvadányi József: A falusi nótáriusnak elmélkedései, betegsége halála és testamentoma.

## Születések
- április 24. – Karl Immermann német regény- és drámaíró († 1840)

## Halálozások
- február 27. – James Macpherson skót költő, az Osszián-énekek szerzője (* 1736)
- május 6. – Adolf Knigge német író (* 1752)
- július 8. – Adam Naruszewicz lengyel történész, költő, műfordító (* 1733)
- július 21. – Robert Burns skót költő, dalszerző, Skócia nemzeti költője (* 1759)
- október 20. – Dayka Gábor magyar költő, pap, tanár (* 1769)